# یزدگرد یکم
یزدگردِ یکم (به پارسی میانه: 𐭩𐭦𐭣𐭪𐭥𐭲𐭩؛ درگذشتهٔ ۴۲۰ میلادی)، مشهور به یزدگرد رام‌گر و یزدگرد بزه‌گر (شاهنشاهی از ۳۹۹ تا ۴۲۰ میلادی) چهاردهمین شاهنشاه ساسانی بود. وی به جای برادرش بهرام چهارم یا بهرام کرمانشاه، به سلطنت رسید. منابعی که به وی پرداخته‌اند را می‌توان به سه دسته تقسیم نمود. یک گونه آن، منابع اولیهٔ یهودی، مسیحی و زرتشتی است. دسته دیگر تاریخ شفاهی می‌باشد و دسته سوم، تاریخ‌نگاری مدرن است. منابع زرتشتی (و تاریخ‌نگاران اسلامی که از آن‌ها وام گرفته‌اند) که از او به پلیدی یاد می‌کنند، اما در منابع مسیحی و یهودی، از او با احترام یاد می‌کنند. از سوی دیگر، کمبود منابع در مورد زندگانی و پادشاهی او در روایات شفاهی-ملی، نمایانگر میزان نفرت درباریان است که سعی کرده‌اند هویت تاریخی او را مخدوش کرده، و فقط به صورت گذرا از او نام ببرند.
در دوران حکومت او، اقلیت‌های دینی با آرامش و خاطری آسوده به مناسک دینی خود پرداختند و یزدگرد یکم به دلیل تسامح دینی نسبت به غیر زرتشتیان، در میان تاریخ‌دانان یهودی–مسیحی محبوب و در منابع فارسی–عربی منفور است. یزدگرد، به مسیحیان آزادی مذهبی داد تا بتواند با این امتیاز، با امپراتوری روم صلح کند. منع آزار مسیحیان، سبب خشم و کینهٔ موبدان و اشراف‌زادگان ساسانی گشت. چرا که مذهب مسیحیت، رقیب جدی برای مذهب آن‌ها بود و عقاید مذهبی این دو، با یکدیگر تضادهای آشکارا داشتند.
در منابع زرتشتی، او با یک یهودی ازدواج کرده است. حال آنکه در منبع یهودی (یعنی تلمود)، سخنی از این ازدواج به میان نیامده است. خاورشناسان در مورد این ازدواج، تردید دارند.
یزدگرد یکم صلحی پایدار با امپراتوری بیزانس برقرار کرد و توانست نگاه خود را از مرز غربی به مرز شرقی شاهنشاهی ساسانی معطوف کند.
توانایی شاهنشاه در دربار به قدری ناتوان گشته بود، که سه شاهنشاه پیش از یزدگرد، بر اثر توطئه و دسیسه کشته شدند؛ بنابراین، یزدگرد پیش‌دستی کرد و دست اشراف‌زادگان و موبدان را از قدرت کوتاه کرد و آن‌ها را از سر راه خود برداشت. او به‌طور مشکوکی در هیرکانیا (نزدیک گرگان امروزی) کشته شد. به باور تاریخ‌نگاران (نظیر تئودور نلدکه، علیرضا شاپور شهبازی، روزبه زرین‌کوب و عبدالحسین زرین‌کوب)، اشراف‌زادگان و موبدان، انتقام خود را در محیطی به دور از پایتخت، از او گرفتند و شایع نمودند که او به‌دست فرشته خدایی کشته شد. ولی شهرام جلیلیان باور دارد که یزدگرد به‌دلیل بیماری مُرده است و موبدان و اشراف‌زادگان، وانمود کرده‌اند که مرگ او، خواست یزدان بوده است.

## نام‌شناسی

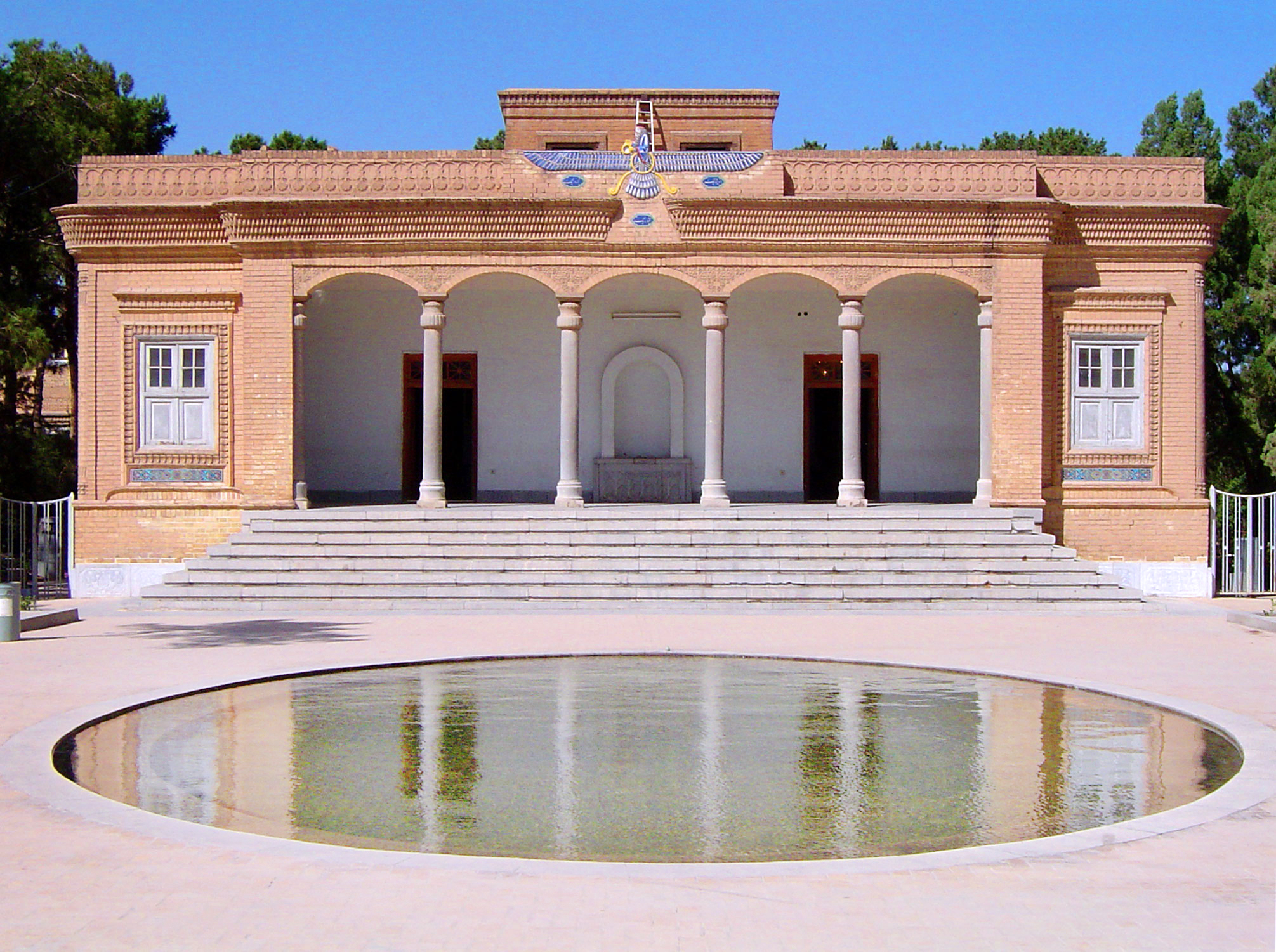
برخی می‌پندارند که بنیانگذار شهر یزد، یزدگرد یکم است.

یزدگرد، اسم ترکیبی از «یَزَد» برگرفته از «یَزَتَه» به معنای «خدایی» و «کرتَه» به معنی «ساخته» است که در ترکیب، به معنی «خدا ساخته» است و شبیه به «بَغ‌کَرت» ایرانی و «Theokistos» یونانی است. صورت‌های دیگر این کلمه در فارسی میانه Yazdekert ‏(yzdkrt')، در سریانی Yazdegerd و Izdegerd و Yazdeger، در یونانی Isdigerdes ‏(Ἰσδιγέρδης) و صورت‌های متفاوت دیگر، در فارسی جدید یَزدْگِرد، یَزدِگِرد، یَزدگَرد و یَزدکَرد، در تلمود Izdeger و Azger، در عربی یَزدِجِرد (در شعر اغانی: اَزدکِرد)، و در ارمنی کلاسیک Yazkert ‏(Յազկերտ) است.

### منابع ساسانی-زرتشتی و مسلمان

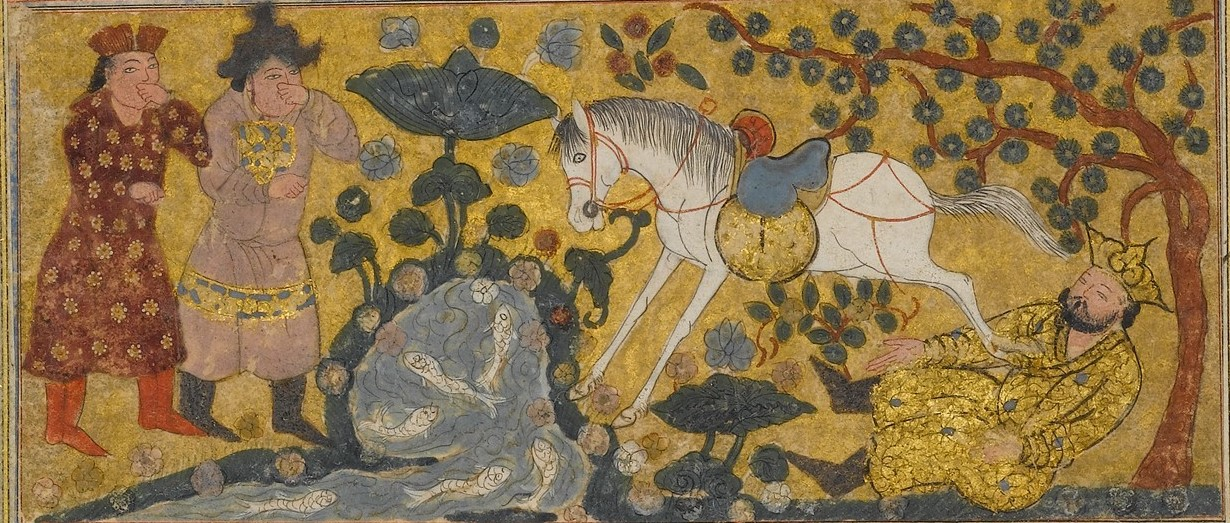
به زمین افتادن یزدگرد اول بر اثر لگد اسب، برگی از شاهنامه

### در نوشتارهای یهودی

نمایی از مقبره استر و مردخای… به گفته هرتسفلد، این مقبره متعلق به یزدگرد یکم و شوشان‌دخت است.

## روایت شفاهی پادشاهی یزدگرد

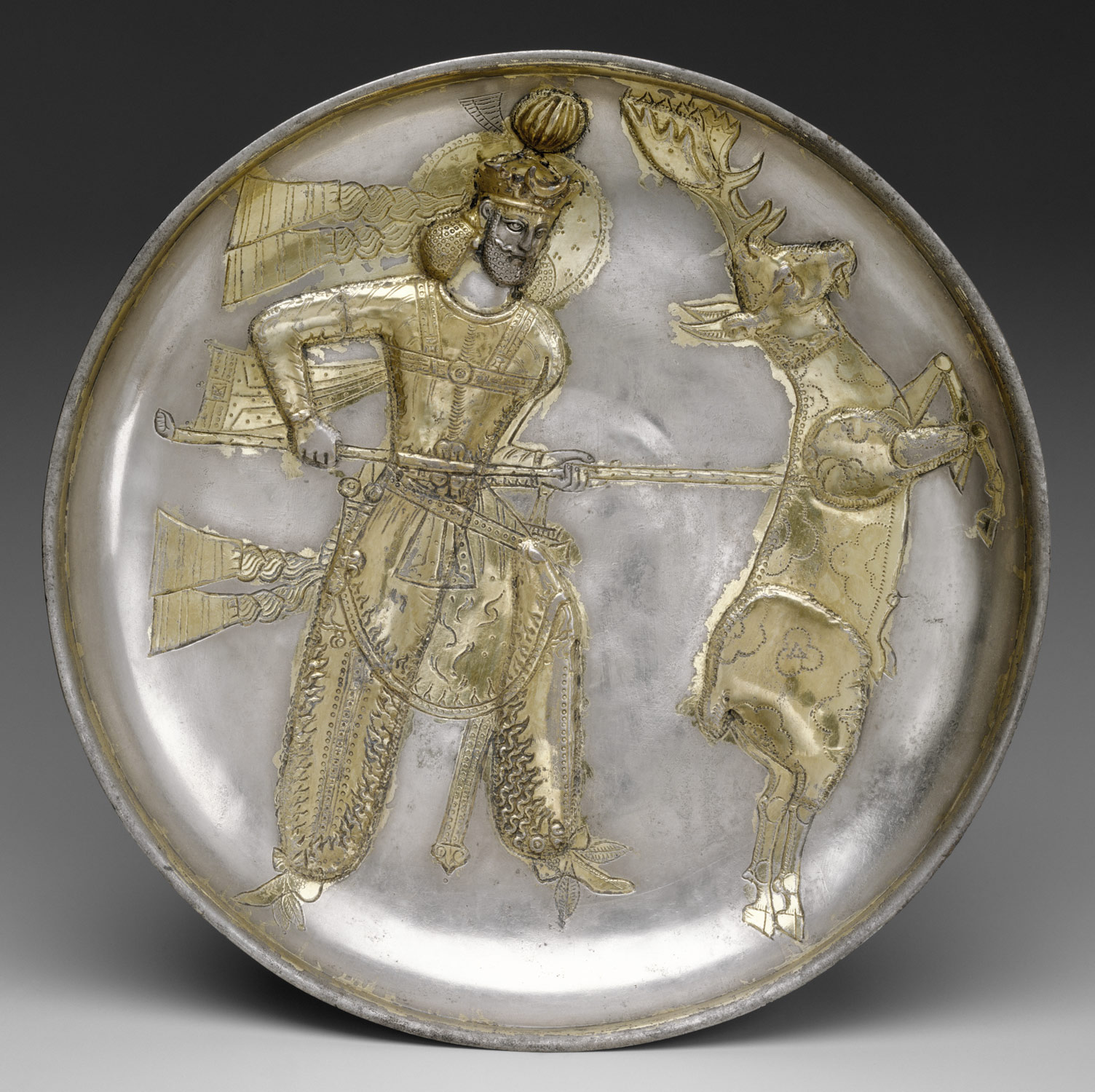
بشقاب سیمین و زر‌کاری شده ساسانی بانقش یزدگرد یکم هنگام شکار گوزن.

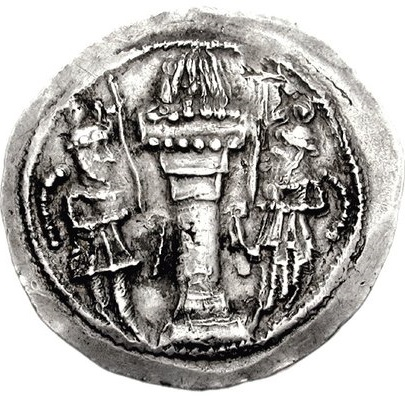
درخم یزدگرد یکم، از نمای پشت، درآن یزدگرد یکم و بهرام گور میخ شده‌است.

## وضعیت دولت و جامعه ساسانیان در ابتدای سده پنجم

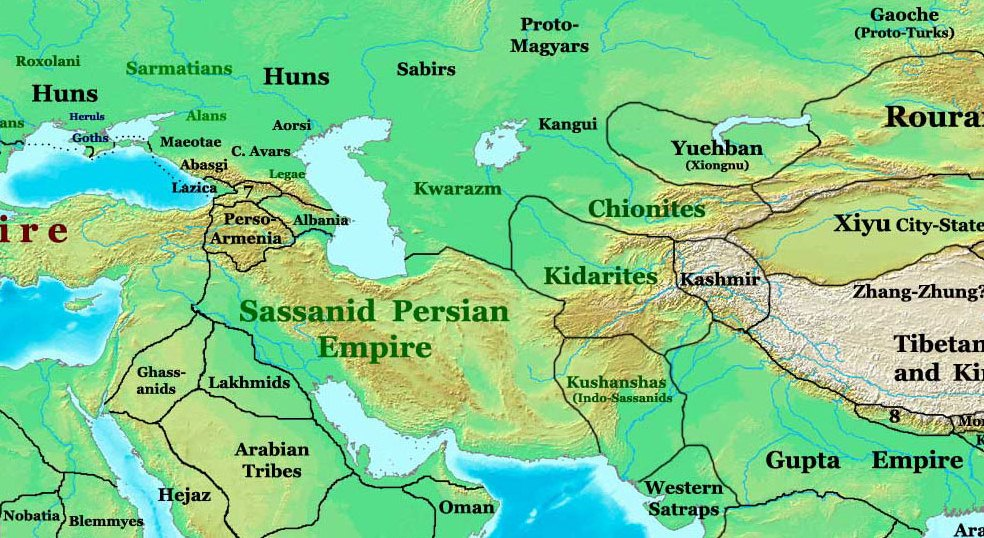
نقشه قلمرو ساسانیان در ابتدای سده پنجم میلادی

## پیشینه و به تخت رسیدن

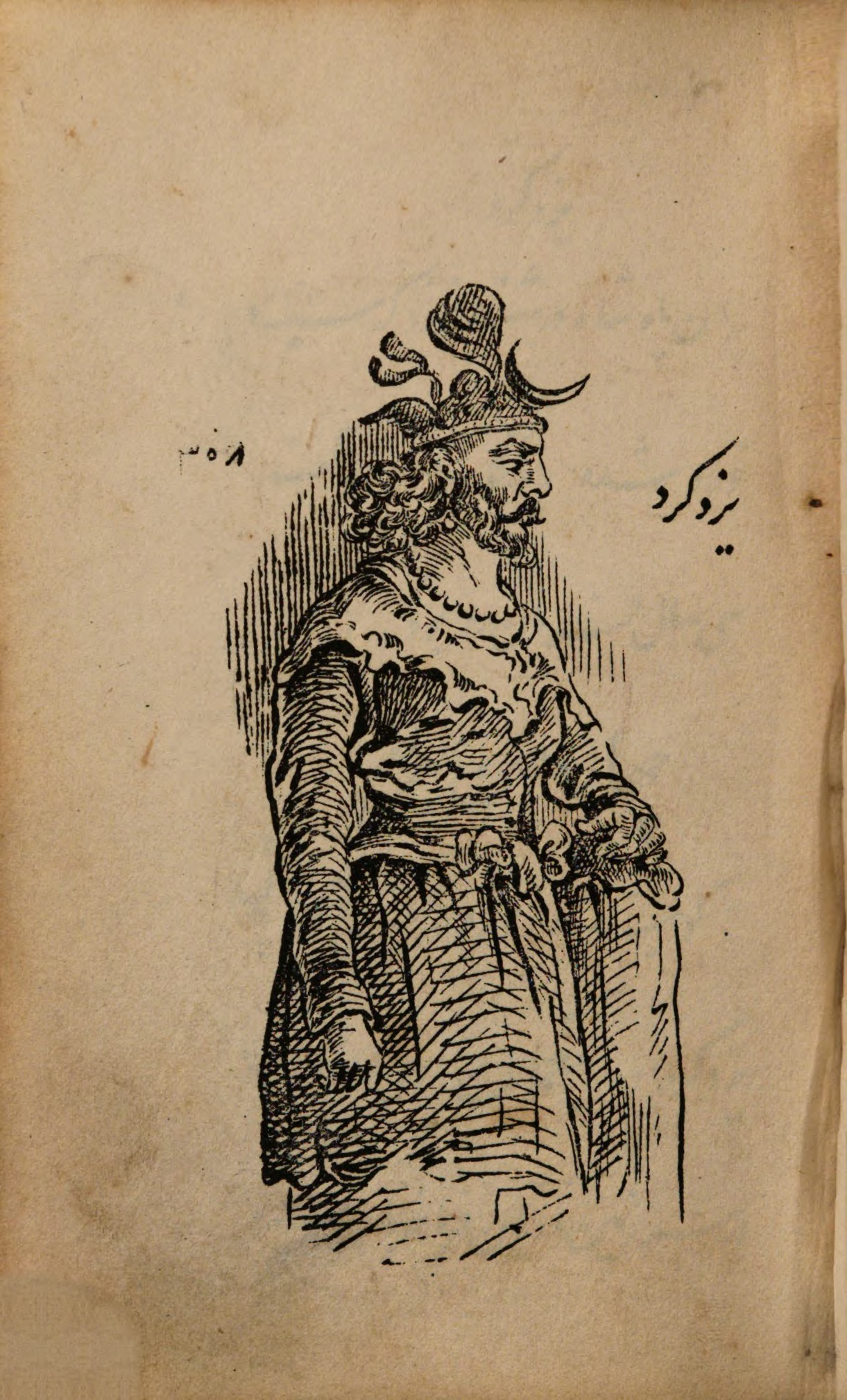
نگاره‌ای از یزدگرد یکم در نامهٔ خسروان

## لقب پادشاهی

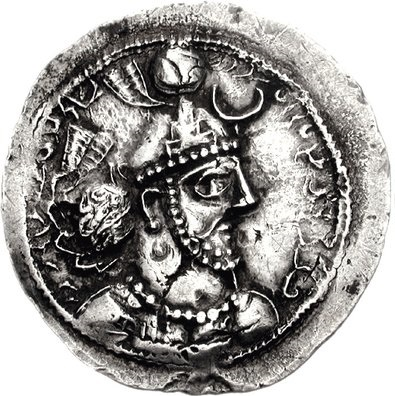
سکه یزدگرد یکم، نمای رو، با عبارت پهلوی به دور آن با لقب رام‌شهر

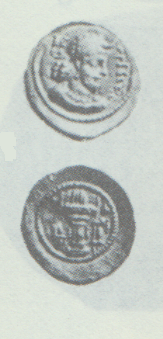
دینار یزدگرد یکم

### شمایل تاج

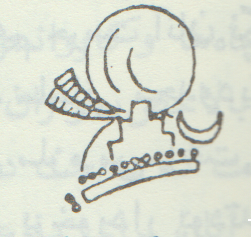
شکل تاج شاهنشاهی یزدگرد یکم بر روی سکهِ مضروب خودش

## سیاست داخلی و خارجی

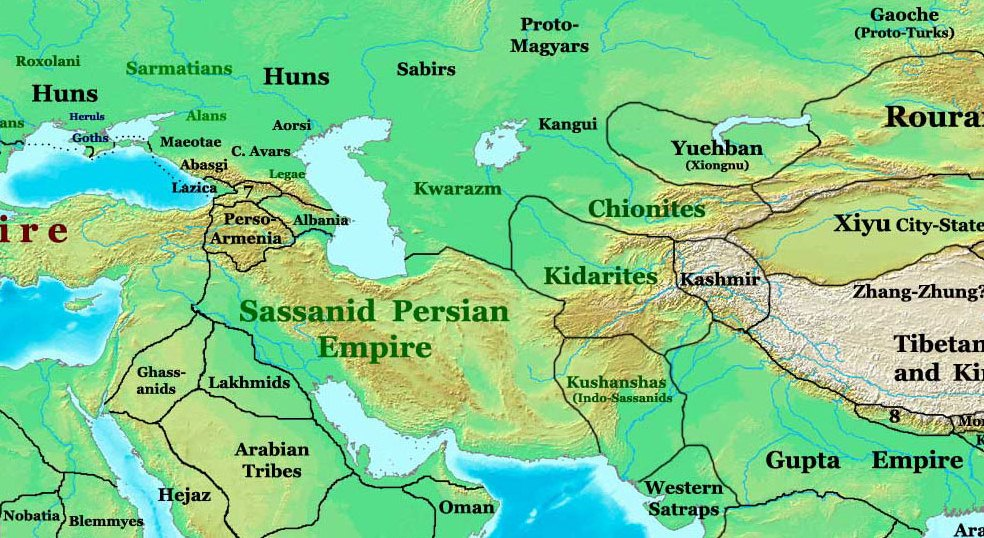
وسعت امپراتوری ساسانی، در زمان پادشاهی یزدگرد یکم

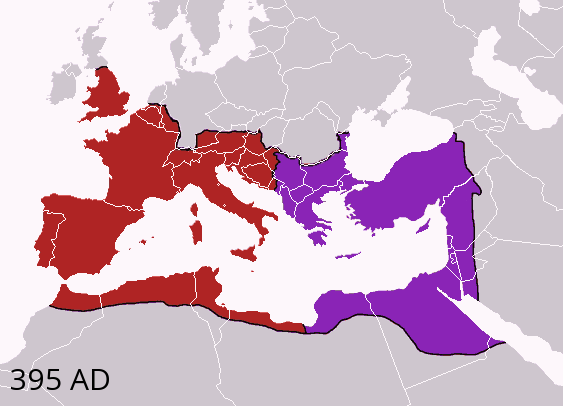
تقسیم امپراتوری روم به دو بخش شرقی (بیزانس) و غربی

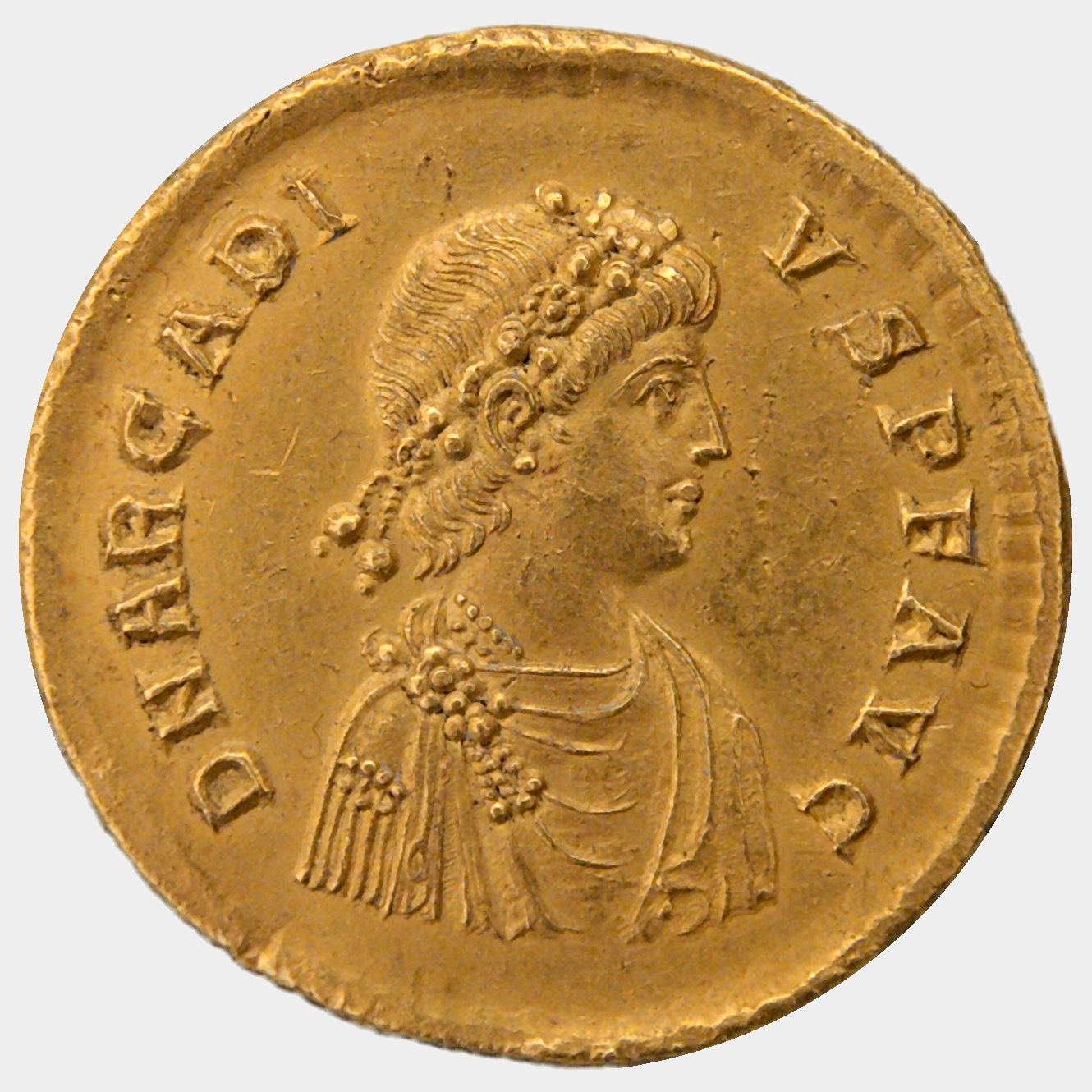
سکه زرین امپراتور بیزانس، آرکادیوس

### رابطه با یهودیان

در ورودی مقبره استر و مردخای. گفته می‌شود این مقبره در اصل به شوشان‌دخت بازمی‌گردد.

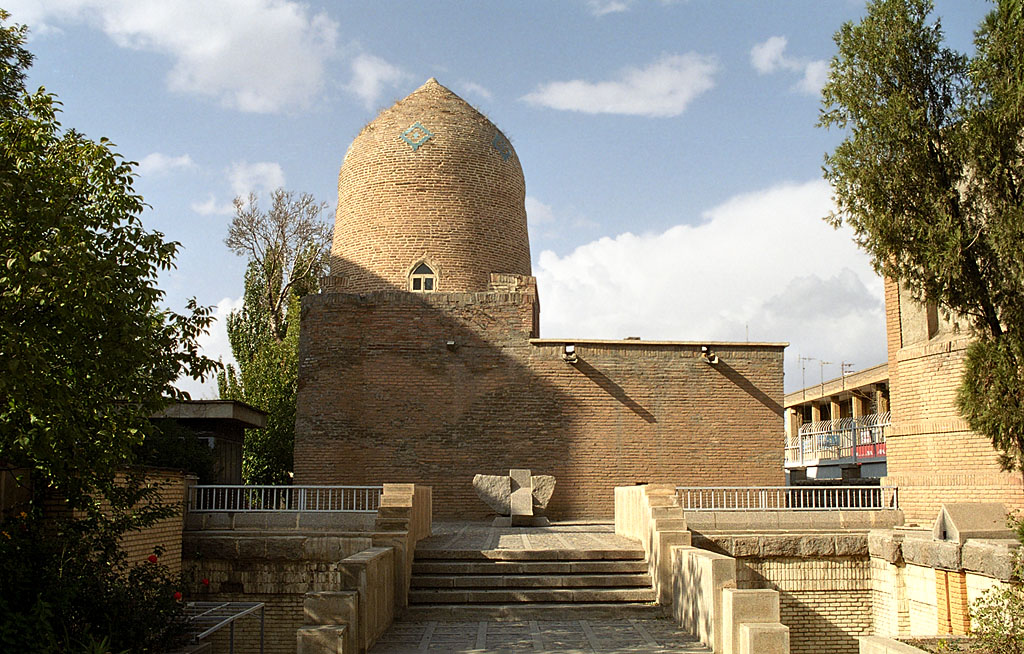
هرتسفلد معتقد است که در آرامگاه استر و مردخای، شوشان‌دخت، همسر یزدگرد دفن گشته‌است.

## مرگ و جانشینی

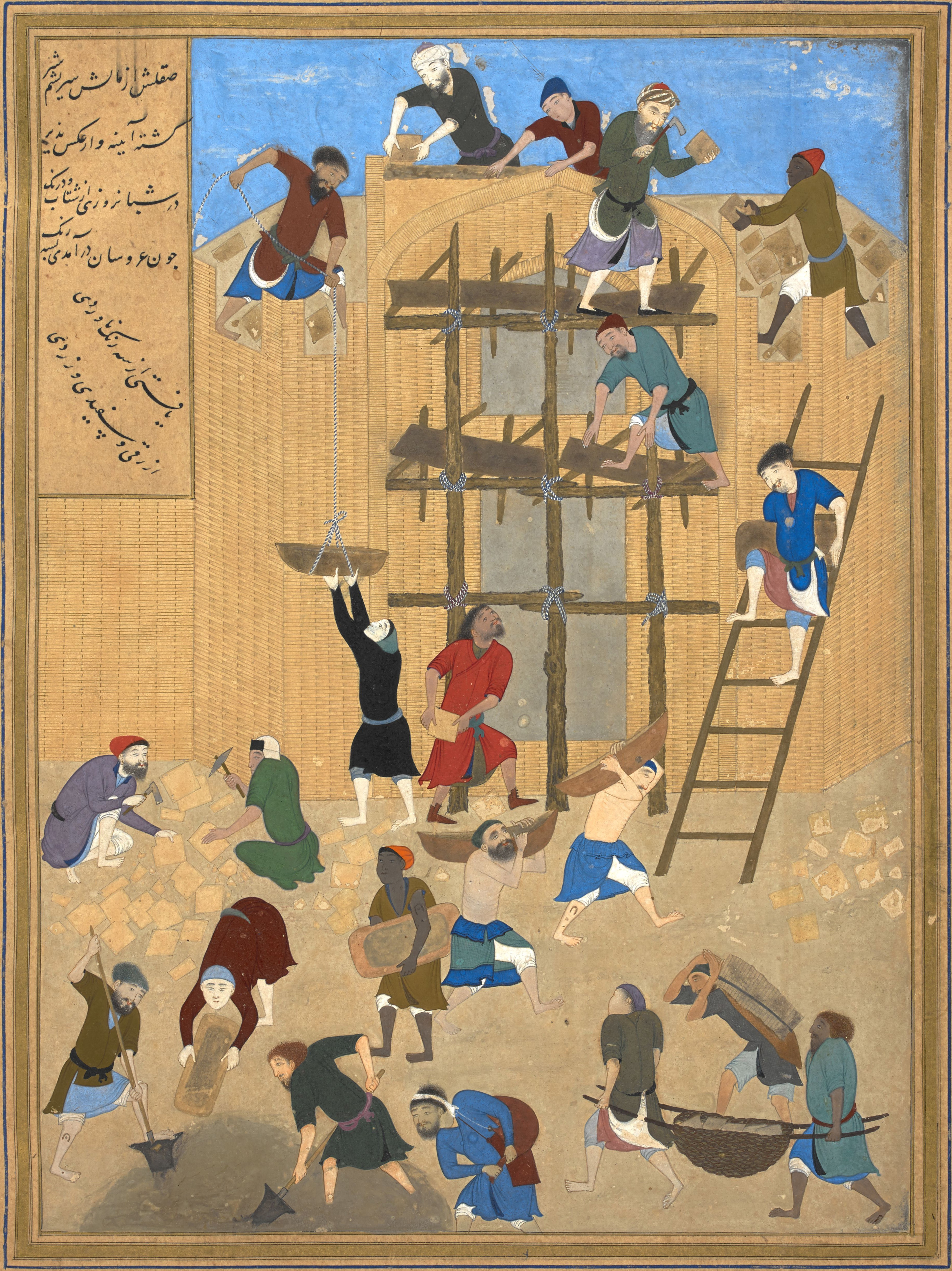
ساخت کاخ خورنق، نگاره‌ای از کمال‌الدین بهزاد

## منبع‌شناسی